# Geraint
|  | Per a altres significats, vegeu «Geronci». |

Geronci o Gerenni, en gal·lès Geraint, en còrnic Gerens i en llatí Gerontius, és un personatge llegendari del folklore gal·lès, que forma part de la llegenda artúrica. Rei de Dummnònia (territori que comprenia Cornualla (Gran Bretanya) i l'actual Devon, Anglaterra), és venerat com a sant en diverses confessions cristianes.
Sovint s'ha confós amb el rei Geronci de Cornualla, mort el 596 i anomenat el Sant.

## Fonts i historicitat

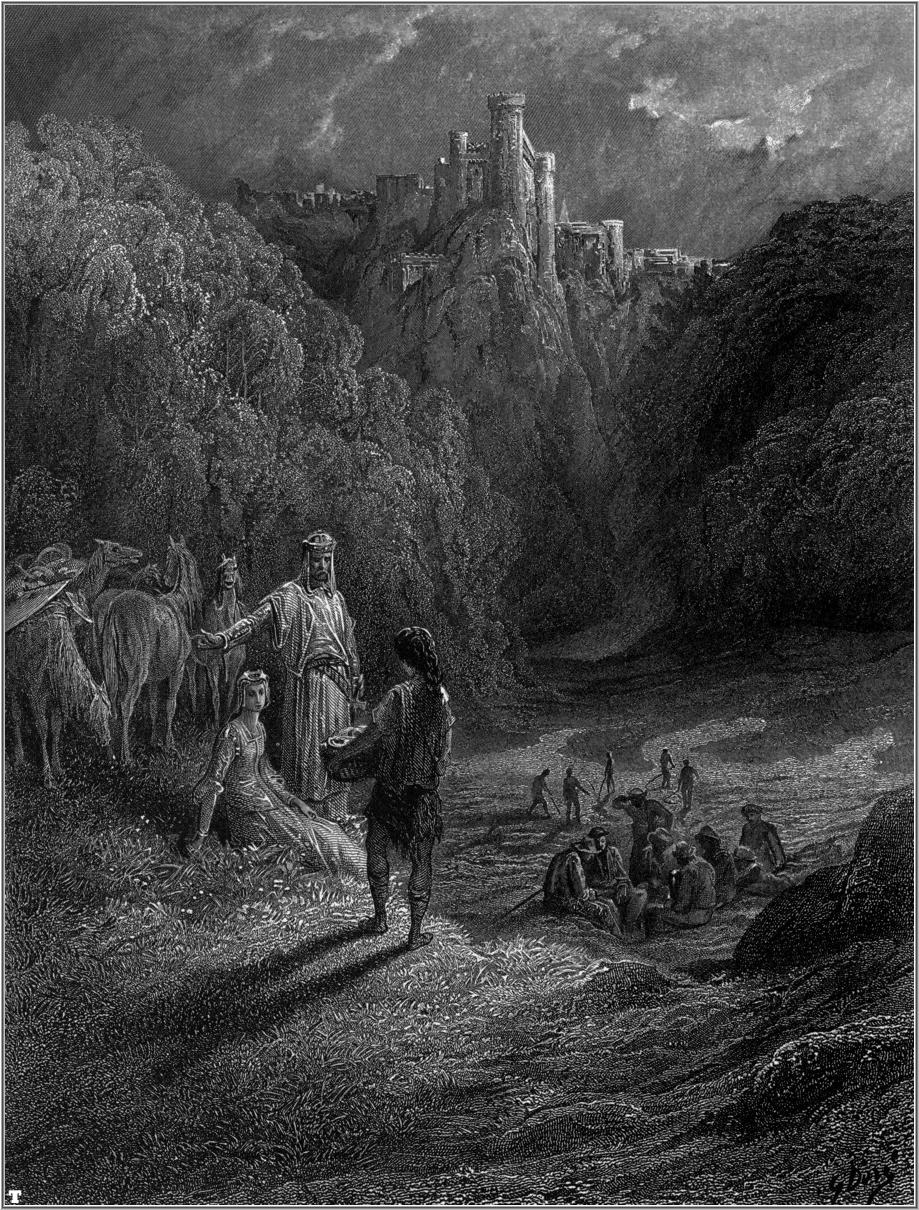
Representació dels llegendaris Geraint i Enid, a Idylls of the King